# Spring City (Utah)
Spring City – miasto w Stanach Zjednoczonych, w stanie Utah, w hrabstwie Sanpete.